# هيرسكي
هيرسكي (Гірське) هي مدينة في محافظة لوهانسك في أوكرانيا.